# NGC 4398
NGC 4398 – gwiazda znajdująca się w gwiazdozbiorze Panny. Jej jasność obserwowana wynosi około 13m. Skatalogował ją Heinrich Louis d’Arrest 19 kwietnia 1865 roku jako obiekt typu „mgławicowego”.